# Happy Wheels
Happy Wheels (en español: Ruedas Felices) es un juego de navegador basado en la física ragdoll desarrollado y publicado por Fancy Force. Creado por el diseñador de videojuegos Jim Bonacci en 2010, el juego cuenta con varios personajes, que utilizan vehículos diferentes, a veces anormales, para atravesar muchos niveles del juego. El juego es conocido por su violencia gráfica y la cantidad de contenido generado por el usuario, que sus jugadores producen sobre una base regular, con los mapas de juego compartidos en un servidor público.
En 2016 fue estrenada una serie de animación basada en el videojuego y producida por Machinima

## Jugabilidad
El eslogan de Happy Wheels es «Escoge a tu corredor insuficientemente preparado y obviar consecuencias severas en su búsqueda desesperada por la victoria!.» La mecánica real de juego varía debido a la elección de personaje y nivel de diseño. Los personajes también pueden expulsar de sus vehículos. 
El objetivo del juego también difiere dependiendo del nivel. En la mayoría de los niveles de la meta es alcanzar una meta o para recoger fichas. Muchos niveles cuentan con objetivos alternativos o inexistentes para el jugador.
Los críticos han señalado que Happy Wheels exhibe violencia gráfica en su modo de juego. Por ejemplo, los jugadores pueden ser decapitados, disparados por un arma, o aplastados por diferentes obstáculos. Las pérdidas de la extremidades y la pérdida de sangre animada son también elementos gráficos.
Los jugadores también tienen la opción de cargar repeticiones de sus intentos de nivel, que a su vez se pueden ver.
Happy Wheels cuenta con un editor de niveles que permite a los jugadores crear sus propios niveles personalizados. Contiene una gran cantidad de herramientas y objetos para la construcción del nivel. Los usuarios pueden subir sus propios mapas a un servidor público donde son accesibles.
A partir del 28 de diciembre de 2020, el juego cambió su código de Adobe Flash a JavaScript ante la retirada del mismo de los navegadores.

## Personajes
- Pogostick Man
- Lawnmover Man
- Irresponsible Mom
- Irresponsible Dad. Name of kid: Timmy
- Segway Guy
- Helicopter Man
- Effective Shopper
- Mopped Couple
- Explorer Guy
- Wheelchair Guy
- Santa Claus
- Business Guy

## Desarrollo
El desarrollador de juegos independiente Jim Bonacci es el programador y artista del juego, comenzó a trabajar en él en 2006. Bonacci ha dicho que su inspiración para el juego vino de otros juegos basados en la física ragdoll de varios juegos de navegadores de la comunidad, como su amigo y exjefe, Alec Cove, había hecho un motor de física Verlet para el flash. Bonacci dijo que «estaba jugando un rato con él, y, finalmente, creó un chico en una silla de ruedas que sin cesar cae abajo de una colina al azar. Pensó que era divertido y estúpido, por lo que siguió creciendo en él. Sólo estaba destinado a ser un juego muy pequeño, pero con el tiempo se convirtió en su objetivo principal». Además, explicó la naturaleza violenta del juego en términos de su frustración con la forma en consecuencias de ciertas acciones no fueron tratados de manera realista en otros títulos de juego, hasta llegar a afirmar que siempre molestaba «cuando se caería fuera de su vehículo y sin causar daño rebotar. En otros casos, usted tendría la misma animación en conserva y otra vez. No estaba seguro de si se trataba de una falta de detalle o preocupación por parte de los desarrolladores, pero las consecuencias de sus acciones en el juego se ilustra a menudo de forma inadecuada. Para él, la mitad de la diversión de jugar un juego que imita a la vida (más o menos), está cometiendo errores y ver el resultado final.»
Bonacci también señaló que debido a que el juego implica que el jugador muera en varias ocasiones, se puso una gran cantidad de esfuerzo en hacer que parte del juego sea agradable.
La versión completa de Happy Wheels sólo está disponible en la página original de Bonacci, y las versiones de demostración del juego están disponibles en otros sitios web. Estas versiones de demostración sólo incluyen mapas destacados y la selección de caracteres. Hay aproximadamente 5 millones de niveles creados por el usuario. El recuento total de las obras de niveles es de más de 8 millones de dólares.
Actualmente, Jason Schymick ayuda a Bonacci a trabajar en la programación de juegos, aunque diferentes personas han contribuido. «Los otros que ayudaron son increíbles», dice Bonnaci. Alec Cove se unió a Fancy Force en 2013 y se ocupa de toda la arquitectura y desarrollo.
El 30 de septiembre de 2014, Schymick anunció que han estado en desarrollo para lanzar el juego en iOS y Android.
El 19 de agosto de 2015, Happy Wheels fue lanzado para iOS como una descarga gratuita a través de la App Store.
El 25 de enero de 2020 Happy Wheels fue lanzado para Android también como una descarga gratuita en la Play Store.